# Carolyn Swords
Carolyn Swords, née le 19 juillet 1989 à Sudbury (Massachusetts), est une joueuse américaine professionnelle de basket-ball.

## Biographie
Avec les Eagles, elle est nommée dans le cinq idéal de l'Atlantic Coast Conference (ACC) pour 2009-2010 et 2010-2011. En senior, elle est pour la seconde saison consécutive la joueuse la plus adroite du pays avec 218 tirs réussis sur 302 tentatives (72,2 %). En 4 ans à Boston, elle inscrit 1 978 points (second total de l'histoire des Eagles), 920 rebonds (record des Eagles), 175 contres et 147 passes en 130 rencontres,. 
Lors de la draft 2011, elle est choisie en 15e position par le Sky de Chicago.
Blessée aux ligaments sous les couleurs du Sky, elle n'est pas conservée par Chicago. Elle est signée comme agent libre par le Liberty pour la saison 2015, année où elle affiche ses meilleures statistiques en carrière avec ses meilleures performances en carrière aux points (5,1), au rebond (4,0), aux minutes jouées (15,0). Elle débute 22 des 34 rencontres de saison régulière et malgré une blessure atteint même 6,4 points à 73,7 % et 4,6 rebonds dans une des meilleures associations d'intérieurs avec Tina Charles et Kiah Stokes. Elle signe en février 2016 une prolongation de contrat avec New York.
A Ceyhan en Turquie pendant le saison 2012-2013 pour des statistiques de 16,3 points et 8,1 rebonds, elle se blesse aux ligaments du genou à l'été 2013. Elle signe pour son retour en Italie au Liomatic Umbertide.
Le 30 janvier 2017, le Liberty de New York envoie Carolyn Swords au Storm de Seattle dans un transfert complexe impliquant trois équipes.
Pour 2017-2018, elle joue de nouveau en Pologne avec Gorzow.